# Panna heterolepis
Panna heterolepis és una espècie de peix de la família dels esciènids i de l'ordre dels perciformes.

## Morfologia
- Els mascles poden assolir 21,4 cm de longitud total.
- Nombre de vèrtebres: 25.[4][5]

## Hàbitat
És un peix marí, de clima tropical i bentopelàgic.

## Distribució geogràfica
Es troba a l'oceà Índic: l'Índia, Sri Lanka, Bangladesh i Myanmar.

## Observacions
És inofensiu per als humans.